# Ropa
Pour l’article homonyme, voir Ropa (Petite-Pologne).

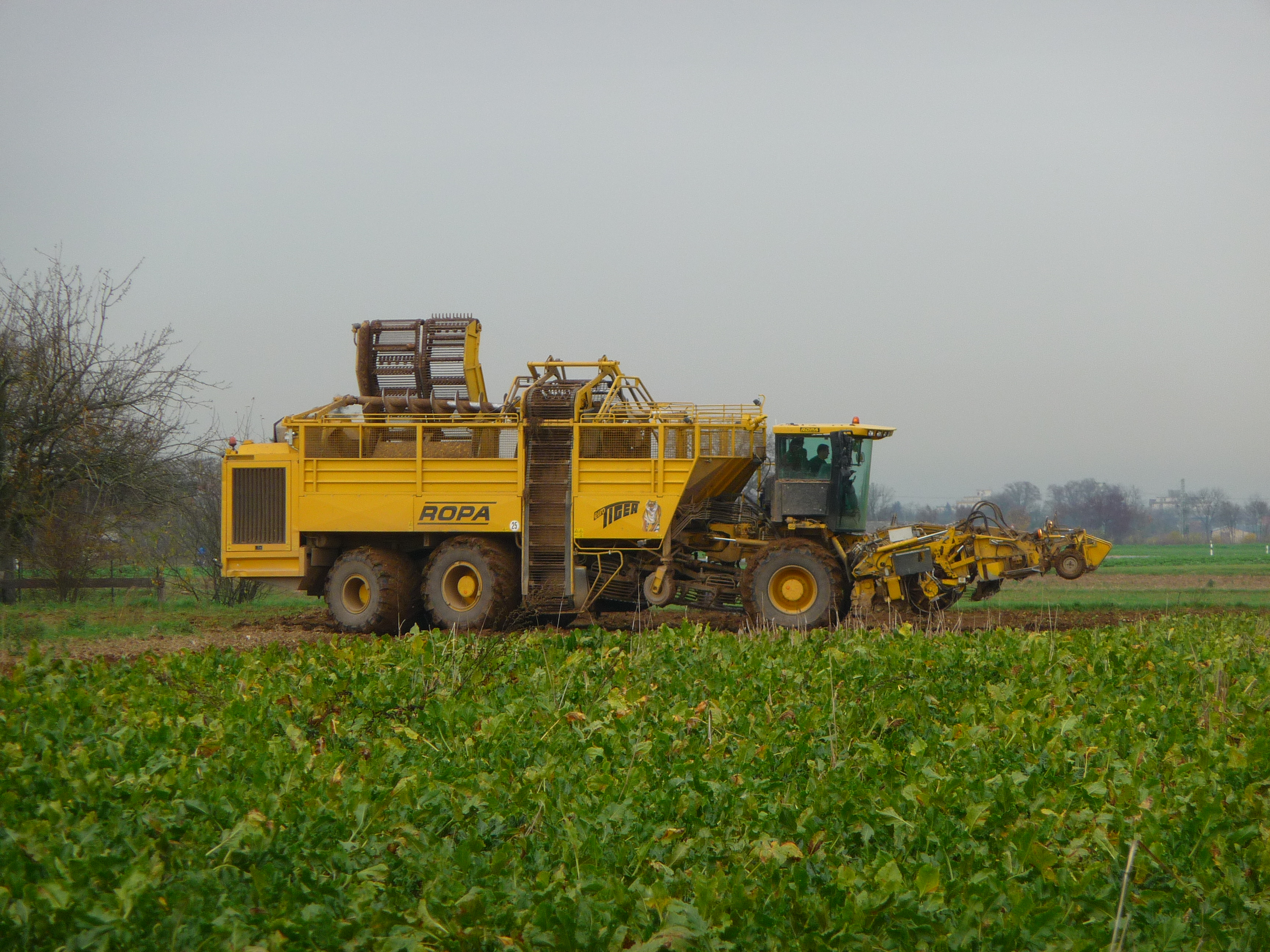
Arracheuse de betteraves automotrice Ropa.

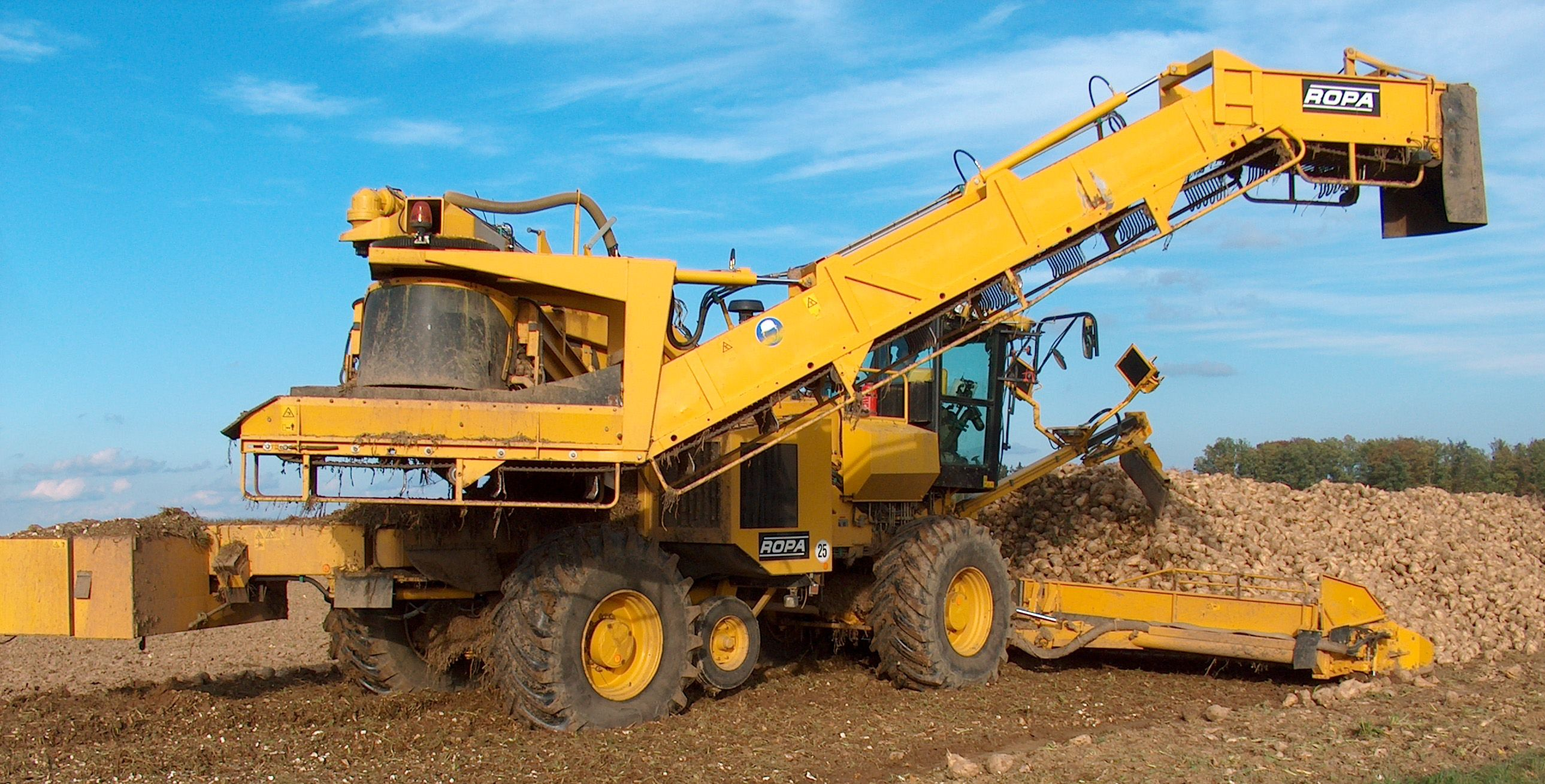
Chargeuse-nettoyeuse automotrice Ropa.

La société ROPA Fahrzeug- und Maschinenbau GmbH est une entreprise allemande de construction mécanique spécialisée dans la fabrication de machines agricoles, et plus particulièrement d'arracheuses et de chargeuses-nettoyeuses à betteraves. Fondée en 1986, cette entreprise familiale dirigée par Hermann Paintner est le leader mondial dans le secteur des équipements pour la récolte des betteraves sucrières. Elle a son siège social à Sittelsdorf, commune de Herrngiersdorf (Basse-Bavière).
L'entreprise Ropa emploie environ 200 personnes sur son site de Herrngiersdorf. Le chiffre d'affaires annuel est évalué entre 50 et 100 millions d'euros.
Elle dispose de filiales commerciales en France, en Ukraine, en Russie et en Pologne.
En 2012, l'entreprise a vendu 275 machines neuves (soit 15 de plus que l'année précédente), dont 183 arracheuses et 92 chargeuses. Les ventes ont été réalisées dans 21 pays, pour les deux-tiers dans l'Union européenne, dont 50 % en Allemagne. Les expéditions les plus lointaines concernaient la Chine, les États-Unis et le Canada. 
Le 1er septembre 2012, la société Ropa a repris l'entreprise WM Kartoffeltechnik, spécialisée dans les machines agricoles pour la culture des pommes de terre.
Cette acquisition, qui ouvre à Ropa le marché des équipements pour la pomme de terre, permet à l'entreprise, en valorisant les synergies entre les deux secteurs, de concurrencer le principal acteur du secteur en Allemagne, la société Grimme. 

## Sources et références
1. 1 2  (en) « ROPA acquire WM Kartoffeltechnik », CTM Harpley Engineering News (consulté le 7 mars 2013).
2. ↑  (de) « ROPA Fahrzeug- und Maschinenbau GmbH », Kompass (consulté le 7 mars 2013).
3. ↑  (de) « ROPA: Rekordabsatz und neuer 2-achsiger Rübenroder  », Topagrar Online, 29 janvier 2013 (consulté le 7 mars 2013).
4. ↑  « ROPA rachète le constructeur de matériels à pommes de terre WM-Kartoffeltechnik », Agriavis, 27 août 2012 (consulté le 7 mars 2013).